# にっぽん診断・NISSANなるほどステーション
にっぽん診断「日産なるほどステーション」は、かつて、TBSラジオで1980年10月から1986年3月まで、平日午後3時35分（1983年4月からは平日午後3時30分）から10分間放送されていたラジオ帯番組である。JRN加盟局にも放送時刻を変えながらネットした（大阪地区は朝日放送、当時NRN単独加盟局だった西日本放送にもネットした）。
番組は、五木田武信がパーソナリティーを務め、毎週あるテーマ（時事性や季節の話題など）に沿って、街頭アンケートを行い、そのデーターを発表しながらそれを受けての感想を各界の著名人（主に、フランソワーズ・モレシャン、寺内大吉ら）のコメントを入れて放送していた。
1985年4月からは「にっぽん診断」の部分を省略した「NISSANなるほどステーション」に改題し、1986年3月に終了した。

## 擬似タイトルの番組
- NISSANナマ生ステーション（ニッポン放送）- 1980年から1989年までのナイターオフシーズンに途中タイトルを変えて放送。最初のシーズンは五木田が本番組と掛け持ちで出演した。

## 前番組
- 日産おもしろ文庫（1979年10月～1980年9月） 野沢那智→堺正章(1980年4月～)

## 後番組
- 日産歌めぐり日本列島（1986年4月～1987年9月）
- 山口良一の日産・言葉のおもしろ事典（1987年10月～1989年3月）
- タケローのNISSANハートフルにっぽん（1989年4月～1990年3月）